# Limnaecia phragmitella
Limnaecia phragmitella — вид лускокрилих комах родини розкішних вузькокрилих молей (Cosmopterigidae).

## Поширення
Вид поширений в Європі, Азії, Північній Америці, Австралії та Новій Зеландії. Присутній у фауні Україні. Мешкає у болотистих місцевостях.

## Опис
Розмах крил 15-22 мм. Голова вохристого кольору, вусики жовтуваті з білими кінчиками. Груди і тегули вохристого кольору. Передні крила блискучі жовтувато-коричневі з двома темно-коричневими крапками і темно-коричневим затіненням біля верхівки. Заднє крило коричнево-сіре.

## Спосіб життя
Імаго літають з червня по серпень. Личинки живляться насінням рогози (Typha). Живуть всередині цилідричного суцвіття рослини.